# دامیان مانسو
دامیان مانسو (انگلیسی: Damián Manso؛ زادهٔ ۶ ژوئن ۱۹۷۹) بازیکن فوتبال اهل آرژانتین است.
از باشگاه‌هایی که در آن بازی کرده‌است می‌توان به باشگاه فوتبال پاچوکا، باشگاه فوتبال باستیا، باشگاه فوتبال ال‌دی‌یو کیتو، باشگاه فوتبال نیولز اولد بویز، باشگاه فوتبال النصر عربستان سعودی، و باشگاه اتلتیکو ایندپندینته اشاره کرد.